# Elburgo
Elburgo in castigliano e Burgelu in basco, è un comune spagnolo  situato nella comunità autonoma dei Paesi Baschi.